# Кеніча
Кеніча (рум. Cănicea) — село у повіті Караш-Северін в Румунії. Входить до складу комуни Домашня.
Село розташоване на відстані 303 км на захід від Бухареста, 44 км на південний схід від Решиці, 116 км на південний схід від Тімішоари, 141 км на північний захід від Крайови.

## Населення
За даними перепису населення 2002 року у селі проживали 410 осіб, усі — румуни. Усі жителі села рідною мовою назвали румунську.